# Julia Schruffová
Julia Schruffová (* 16. srpna 1982 v Augsburgu, Německo) je současná německá profesionální tenistka. Jejím trenérem je její otec Gerhard Schruff, který ji k tenisu přivedl již ve věku 5 let. Ve své dosavadní kariéře zatím nevyhrála na okruhu WTA žádný turnaj.

## Finálové účasti na turnajích WTA (3)

### Dvouhra - prohry (1)
| Legenda                     |
| Kategorie Tier IV (1)       |
| Kategorie Premier (0)       |
| Kategorie International (0) |

| Č. | Datum          | Turnaj               | Povrch | Vítězka       | Výsledek |
| 1. | 13. duben 2003 | Estoril, Portugalsko | antuka | Magüi Sernová | 6-4, 6-1 |

### Čtyřhra - prohry (2)
| Legenda                |
| Kategorie Tier II (1)  |
| Kategorie Tier III (1) |

| Č. | Datum          | Turnaj               | Povrch | Partnerka              | Vítězky                            | Výsledek |
| 1. | 10. říjen 2004 | Filderstadt, Německo | tvrdý  | Anna-Lena Grönefeldová | Rennae Stubbsová Cara Blacková     | 6-3, 6-2 |
| 2. | 17. únor 2008  | Viña del Mar, Chile  | antuka | Maria Korytcevová      | Līga Dekmeijereová Alicja Rosolska | 7-5, 6-3 |

## Fed Cup
Julia Schruffová se zúčastnila 4 zápasů ve Fed Cupu za tým Německa s bilancí 1-3 ve dvouhře a 1-2 ve čtyřhře.

## Postavení na žebříčku WTA na konci sezóny

### Dvouhra
| Rok    | 1998 | 1999   | 2000   | 2001   | 2002   | 2003   | 2004   | 2005  | 2006  | 2007   | 2008   | 2009   |
| Pořadí | 766. | ▲ 569. | ▲ 555. | ▲ 328. | ▲ 237. | ▲ 114. | ▲ 105. | ▲ 80. | ▼ 83. | ▼ 120. | ▼ 134. | ▲ 126. |

### Čtyřhra
| Rok    | 2001 | 2002   | 2003   | 2004   | 2005   | 2006   | 2007   | 2008   | 2009   |
| Pořadí | 439. | ▲ 251. | ▼ 254. | ▲ 140. | ▲ 129. | ▲ 118. | ▼ 175. | ▼ 192. | ▼ 305. |